# All-Star Game de la NBA 2006
El All-Star Weekend de la NBA del 2006 se disputó en la ciudad de Houston durante el fin de semana del 18 de febrero al 20 de febrero de 2006.
El viernes se disputó el partido de los rookies y los sophomores con victoria para estos últimos.
El sábado se disputaron los concurso de habilidades, mates y triples así como el Shooting Stars. El domingo se disputó el partido de las estrellas entre el Este y el Oeste con victoria para el combinado del Este por 122 a 120.

## Viernes

### Rookie Challenge
- Sophomores 106-96 Rookies

| Rookies | Rookies | Rookies              | Rookies              | Rookies               |
| Pos.    | N.º     | País                 | Jugador              | Equipo                |
| ------- | ------- | -------------------- | -------------------- | --------------------- |
| P       | 6       | Bandera de Australia | Andrew Bogut         | Milwaukee Bucks       |
| E       | 2       |                      | Luther Head          | Houston Rockets       |
| AP      | 7       |                      | Channing Frye        | (New York Knicks)     |
| A       | 33      |                      | Danny Granger        | (Indiana Pacers)      |
| B       | 33      | Bandera de Lituania  | Šarūnas Jasikevičius | Indiana Pacers        |
| B       | 3       |                      | Chris Paul           | (New Orleans Hornets) |
| B/E     | 4       |                      | Nate Robinson        | (New York Knicks)     |
| A       | 31      |                      | Charlie Villanueva   | (Toronto Raptors)     |
| B       | 8       |                      | Deron Williams       | (Utah Jazz)           |

| Sophomores | Sophomores | Sophomores         | Sophomores     | Sophomores           |
| Pos.       | N.º        | País               | Jugador        | Equipo               |
| ---------- | ---------- | ------------------ | -------------- | -------------------- |
| A/AP       | 9          | Bandera de Sudán.  | Luol Deng      | (Chicago Bulls)      |
| B          | 11         |                    | T.J. Ford      | (Milwaukee Bucks)    |
| E          | 7          |                    | Ben Gordon     | (Chicago Bulls)      |
| B          | 34         |                    | Devin Harris   | (Dallas Mavericks)   |
| AP/P       | 12         |                    | Dwight Howard  | (Orlando Magic)      |
| E/A        | 9          |                    | Andre Iguodala | (Philadelphia 76ers) |
| P          | 12         | Bandera de Serbia. | Nenad Krstić   | (New Jersey Nets)    |
| B          | 14         |                    | Jameer Nelson  | (Orlando Magic)      |
| A          | 5          |                    | Andrés Nocioni | (Chicago Bulls)      |
| AP/P       | 50         |                    | Emeka Okafor   | (Charlotte Bobcats)  |
| Reemplazos |            |                    |                |                      |
| B          | 13         |                    | Delonte West   | (Boston Celtics)     |

## Sábado

### Shooting Stars
- Houston Rockets (Tracy McGrady, Sheryl Swoopes y Clyde Drexler)
- San Antonio Spurs (Tony Parker, Kendra Wecker y Steve Kerr)
- Phoenix Suns (Shawn Marion, Kelly Miller y Dan Majerle)
- Los Angeles Lakers (Kobe Bryant, Lisa Leslie y Magic Johnson)

- VENCEDOR: San Antonio Spurs

### Concurso de Habilidad
- Steve Nash (Phoenix Suns)
- LeBron James (Cleveland Cavaliers)
- Chris Paul (New Orleans Hornets)
- Dwyane Wade (Miami Heat)

- VENCEDOR: Dwyane Wade

### Concurso de Triples
- Ray Allen (Seattle SuperSonics)
- Gilbert Arenas (Washington Wizards)
- Raja Bell* (Phoenix Suns)
- Chauncey Billups (Detroit Pistons)
- Dirk Nowitzki (Dallas Mavericks)
- Quentin Richardson (New York Knicks)
- Jason Terry (Dallas Mavericks)

* Raja Bell no participó debido a la enfermedad de un familiar. Fue sustituido por Gilbert Arenas
- VENCEDOR: Dirk Nowitzki

### Concurso de Mates
| Jugador                       | 1.ª Ronda | Finales | Tie-break |
| ----------------------------- | --------- | ------- | --------- |
| Nate Robinson (New York)      | 93        | 94      | 47        |
| Andre Iguodala (Philadelphia) | 95        | 94      | 46        |
| Hakim Warrick (Memphis)       | 86        |         |           |
| Josh Smith (Atlanta)          | 85        |         |           |

## Domingo

### All-Star Game
| Conferencia Oeste | Conferencia Oeste | Conferencia Oeste                     | Conferencia Oeste | Conferencia Oeste      |
| Pos.              | N.º               | País                                  | Jugador           | Equipo                 |
| ----------------- | ----------------- | ------------------------------------- | ----------------- | ---------------------- |
| P                 | 11                | Bandera de la República Popular China | Yao Ming          | Houston Rockets        |
| AP                | 21                | Bandera de Estados Unidos             | Tim Duncan        | San Antonio Spurs      |
| A                 | 1                 | Bandera de Estados Unidos             | Tracy McGrady     | Houston Rockets        |
| E                 | 8                 | Bandera de Estados Unidos             | Kobe Bryant       | Los Angeles Lakers     |
| B                 | 13                | Bandera de Canadá                     | Steve Nash        | Phoenix Suns           |
| AP                | 31                | Bandera de Estados Unidos             | Shawn Marion      | Phoenix Suns           |
| AP                | 16                | Bandera de España                     | Pau Gasol         | Memphis Grizzlies      |
| E                 | 34                | Bandera de Estados Unidos             | Ray Allen         | Seattle SuperSonics    |
| B                 | 9                 | Bandera de Francia                    | Tony Parker       | San Antonio Spurs      |
| AP                | 21                | Bandera de Estados Unidos             | Kevin Garnett     | Minnesota Timberwolves |
| AP                | 42                | Bandera de Estados Unidos             | Elton Brand       | Los Angeles Clippers   |
| AP                | 41                | Bandera de Alemania                   | Dirk Nowitzki     | Dallas Mavericks       |

| Conferencia Este | Conferencia Este | Conferencia Este          | Conferencia Este | Conferencia Este    |
| Pos.             | N.º              | País                      | Jugador          | Equipo              |
| ---------------- | ---------------- | ------------------------- | ---------------- | ------------------- |
| P                | 32               | Bandera de Estados Unidos | Shaquille O'Neal | Miami Heat          |
| A                | 23               | Bandera de Estados Unidos | LeBron James     | Cleveland Cavaliers |
| A                | 15               | Bandera de Estados Unidos | Vince Carter     | New Jersey Nets     |
| E                | 3                | Bandera de Estados Unidos | Dwyane Wade      | Miami Heat          |
| B                | 3                | Bandera de Estados Unidos | Allen Iverson    | Philadelphia 76ers  |
| A                | 34               | Bandera de Estados Unidos | Paul Pierce      | Boston Celtics      |
| B                | 0                | Bandera de Estados Unidos | Gilbert Arenas   | Washington Wizards  |
| P                | 3                | Bandera de Estados Unidos | Ben Wallace      | Detroit Pistons     |
| AP               | 4                | Bandera de Estados Unidos | Chris Bosh       | Toronto Raptors     |
| E                | 32               | Bandera de Estados Unidos | Richard Hamilton | Detroit Pistons     |
| B                | 1                | Bandera de Estados Unidos | Chauncey Billups | Detroit Pistons     |
| AP               | 30               | Bandera de Estados Unidos | Rasheed Wallace  | Detroit Pistons     |

- Datos: Q2715430
- Multimedia: 2006 NBA All-Star Game / Q2715430